# Rocca di Frassinello
La Rocca di Frassinello è una cantina in stile contemporaneo situata nel comune di Gavorrano, nella provincia di Grosseto, in Toscana. La struttura, progettata da Renzo Piano e sede dell'omonima società vitivinicola, fa parte del circuito di cantine di design Toscana Wine Architecture ed è considerata una delle "cattedrali del vino" italiane. All'interno è ospitato anche il centro di documentazione etrusco del comune di Gavorrano.
La cantina si trova sul Poggio alla Guardia, poco distante dalla frazione di Castellaccia e dal tracciato della superstrada Variante Aurelia.

## Storia
La cantina venne realizzata per volere della Domini Castellare di Paolo Panerai, il quale aveva acquistato 500 ettari di terreno tra Gavorrano e Roccastrada, con l'intenzione di replicare in Maremma l'esperienza imprenditoriale che aveva avviato a Castellina in Chianti nel 1979. L'azienda agricola Rocca di Frassinello venne fondata attraverso una joint venture italo-francese tra Domini Castellare di Paolo Panerai e Domaines Barons de Rothschild Lafite del barone Éric de Rothschild, e la progettazione della cantina fu affidata all'architetto Renzo Piano nel 2001.
L'edificio è stato costruito tra il 2003 e il 2007. L'inaugurazione ufficiale è avvenuta il 30 giugno 2007.
Dal 1º novembre 2018 la cantina ospita anche il centro di documentazione etrusco di Gavorrano, nato dalla collaborazione fra la proprietà Panerai, la Soprintendenza archeologia della Toscana, l'Università degli Studi di Firenze e l'amministrazione comunale. Il museo fa parte della rete museale provinciale Musei di Maremma.

## Descrizione
Nelle intenzioni del progettista, la sagoma della struttura intende richiamare l'aspetto delle fortezze maremmane (le rocche aldobrandesche) svettanti sul declivio della collina, con tanto di torre. La cantina si contraddistingue per i suoi profili lineari e per un'ampia terrazza a cielo aperto possedente una spazio di rappresentanza coperto da una leggera pensilina metallica. Tutti i corpi fuori terra, eccezione fatta per la copertura in metallo, sono in intonaco rosso, in ricordo del colore del laterizio.
Di particolare rilievo sono la stanza interna e sotterranea, una cavea scavata nella collina, dove sono ospitate le barrique: un grande anfiteatro sui cui gradoni sono poste le botti, mentre al centro della scena si trova proprio il visitatore.
All'interno della cantina è esposto il dipinto Rapture of the Grape, realizzato nel 2014 dall'artista David LaChapelle dopo un soggiorno presso la tenuta nell'anno precedente.

## Centro di documentazione etrusco
Presso la Rocca di Frassinello ha sede il centro di documentazione etrusco del territorio, dove sono esposti i reperti rinvenuti nei siti archeologici delle necropoli di San Germano e di Santa Teresa.
Un primo centro di documentazione archeologica era stato istituito dal comune nel 2002, con sede in via Terranova 31, ed era stato intitolato a Davide Manni, ex assessore comunale, appassionato di storia locale e fondatore dell'associazione "Il castello di pietra", deceduto nel 1998 alla giovane età di ventinove anni. Il museo esponeva i reperti rinvenuti durante le campagne archeologiche effettuate a Gavorrano nel sito etrusco di Santa Teresa dall'Università degli Studi di Firenze tra il 2005 e il 2007, dove era stata scoperta una necropoli con cinque tombe a tumulo (VII-VI secolo a.C.); altri reperti documentavano gli scavi presso l'area di Castel di Pietra, con ritrovamenti alto-medievali, mentre altri testimoniavano gli studi effettuati sulla diga dei Muracci sul Bruna, presso Ribolla. A causa di problemi nella gestione, il centro venne chiuso nel marzo 2013 e i reperti trasferiti provvisoriamente a Massa Marittima per mostre itineranti.
In seguito al ritrovamento di tombe etrusche all'interno della tenuta di Rocca di Frassinello, ebbe inizio la collaborazione tra il proprietario dell'azienda Paolo Panerai, la soprintendenza archeologica e l'ateneo fiorentino, per gli scavi alla necropoli di San Germano: durante gli scavi sono state portate alla luce undici tombe. I tumuli hanno restituito numerosi reperti, tra cui giare con residui di acido tartarico, che testimoniano la presenza di vino al loro interno. Nel 2015 venne quindi allestita una mostra archeologica all'interno dell cantina, progettata dall'architetto Italo Rota, con la direzione scientifica di Biancamaria Aranguren e Luca Cappuccini, dal titolo "Gli Etruschi e il vino a Rocca di Frassinello", inaugurata il 30 maggio 2015. L'anno successivo, con il procedere degli scavi e i nuovi ritrovamenti, la mostra venne implementata e intitolata "Vino e lusso degli Etruschi di San Germano".
L'esito positivo degli allestimenti temporanei e le novità degli scavi, che continuavano a riportare alla luce nuovi tumoli e corredi, portarono all'idea di aprire nuovamente un centro di documentazione del territorio gavorranese, dedicato principalmente ai ritrovamenti di San Germano, ma dove potessero confluire anche quelli di Santa Teresa. Il centro di documentazione etrusco Rocca di Frassinello venne così inaugurato il 1º novembre 2018.